# Bolgios
Bolgios, parfois appelé Belgios (latinisé en Belgius), est un chef de guerre celte, qui a participé à la « Grande Expédition » en Macédoine vers l'an 279 av. J.-C., aux côtés de Brennos et de Kéréthrios. Il aurait eu le commandement de l’armée occidentale. Il bat les troupes de Ptolémée Kéraunos, fait ce prince prisonnier et le met à mort. Après cette victoire, ses troupes retournent dans leurs foyers (Pausanias), sans doute vers le danube.
Il est cité par Trogue Pompée, Justin et Pausanias.

## Origine du nom
Pausanias donne le nom Bolgios (Βόλγιος) tandis que Justin donne le nom de Belgius. Selon Giuseppe Zecchini, dans son commentaire de l'édition de Justin pense qu'il aurait pu normaliser le nom mais qu'il semble qu'il s'agisse là d'un anthroponyme dérivé d'un ethnonyme (les Belgae).

## Belgios chez Justin et Trogue Pompée
V. Aussi les gaulois, sous la conduite de Belgios, envoient-ils des ambassadeurs auprès de Ptolémée Keraunos pour sonder les Macédoniens et leur offrir la paix, à condition d'y mettre le prix. Mais Ptolémée se targua devant les siens de ce que les Gaulois lui demandaient la paix par peur de lui faire la guerre. Il ne mit pas moins de vantardise et d'arrogance dans sa réponse aux ambassadeurs qu'il ne l'avait fait avec ses amis et refusa d'accorder la paix aux Gaulois s'ils ne lui laissaient pas leurs chefs en otages et ne lui livraient pas leurs armes ; en effet, il ne leur ferait confiance qu'une fois désarmés. Les Gaulois, lorsqu'ils entendirent le rapport de l'ambassade, éclatèrent de rire, criant de toutes parts qu'on verrait bien vite si, en offrant la paix, ils songeraient à leurs proposer intérêts ou aux siens. Quelques jours s'étant écoulés, on livra bataille ; les Macédoniens, vaincus, sont massacrés. Ptolémée, atteint de nombreuses blessures, est fait prisonnier, il est décapité, et sa tête, fixée au bout d'une lance, est promenée tout au long de la ligne de bataille pour terroriser l'ennemi. Un petit nombre de Macédoniens trouva le salut dans la fuite : tous les autres furent pris ou tués. 

JUSTIN, XXIV, 5 (traduction Bernard Mineo)